# Jinan Yaoqiang International Airport

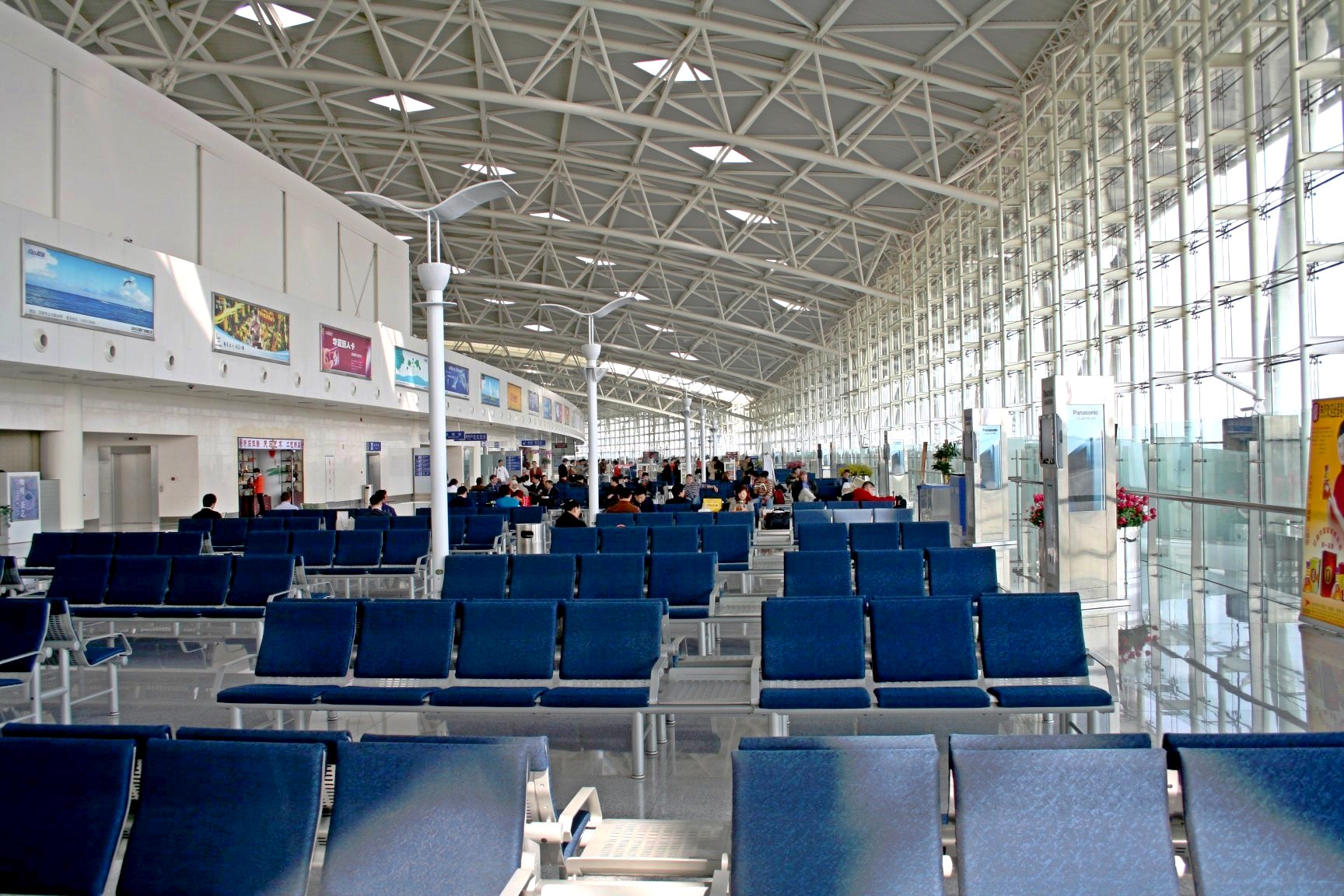

De Jinan Yaoqiang International Airport (Chinees: 济南遥墙国际机场, Hanyu pinyin: Jǐnán Yáoqiáng Guójì Jīchǎng) (IATA-code: TNA, ICAO-code: ZSJN) is een vliegveld bij Yaoqiang, 33 km ten noordoosten van het centrum van Jinan, in de oostelijke provincie Shandong in China. De luchthaven is een hub voor Shandong Airlines. In 2023 had Jinan Yaoqiang Airport met 136.731 vliegbewegingen 17.561.028 passagiers en 144.013 ton cargo.
De luchthaven is verbonden met het autosnelwegennet via de ring rond Jinan, de G2 en G20 autosnelwegen. Lijn 3 van de metro van Jinan heeft de luchthaven als noordelijke terminus.